# Panaca

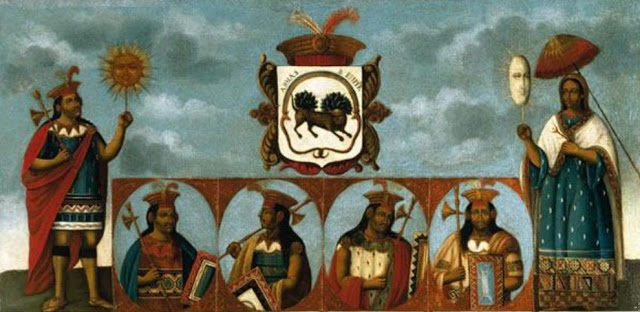
Escuela de Cuzco - Genealogía de los Incas'..

Una panaca (en quechua, panaka) es una familia formada por la descendencia de un sapa inca, excluyendo de ella al hijo que sucedía en el mando. La institución social básica de los incas eran los ayllus. Un ayllu era un conjunto de familias que descendían de un antepasado común, los unía la cultura y la religión, además del cuidado de la agricultura, ganadería y pesca de un mismo territorio. Estos trascendían a la nobleza incaica, de modo que el parentesco podía establecer un linaje, llamados panaca.

## Lista de aillus reales
La identificación de los linajes, tal como se han conservado, se remonta a la revisión realizada por Pachacútec en el momento de su ascenso al trono. No se sabe cómo se dividieron las familias soberanas del Cuzco ante esta importante reubicación de los diversos linajes que determinó también una efectiva redistribución territorial.
| Panaca            | Inca            |
| ----------------- | --------------- |
| Chima panaca      | Manco Cápac     |
| Raura panaca      | Sinchi Roca     |
| Awaynin panaca    | Lloque Yupanqui |
| Usca Mayta panaca | Mayta Cápac     |
| Apu Mayta panaca  | Cápac Yupanqui  |

| Panaca            | Inca            |
| ----------------- | --------------- |
| Wikak'iraw panaca | Inca Roca       |
| Awkaylli panaca   | Yáhuar Huácac   |
| Suqsu panaca      | Huiracocha Inca |
| Hatun ayllu       | Pachacútec      |
| Cápac ayllu       | Túpac Yupanqui  |
| Tumipampa panaca  | Huayna Cápac    |

## Etimología y significado del términopanaca
A pesar de su uso estandarizado para designar los ayllus reales del Cuzco, el término panaca no aparece como término común en la documentación colonial. Tampoco aparece en los diccionarios coloniales del quechua y del aimara. Solamente aparece como parte de los nombres propios compuestos de los aillus de la nobleza incaica. Es a partir de estas listas que el historiador Luis E. Valcárcel infirió el significado de 'linaje' o de 'aillu real' para el término.

Es bastante común encontrar en los textos referentes a los incas menciones a las panacas e incluso la identificación de cualquier miembro de la nobleza incaica, prehispánica o colonial, como integrante de alguna de ellas. Los investigadores contemporáneos no sienten tampoco la necesidad de justificar estas asociaciones y por tanto la relación de panacas y la necesaria pertenencia de los nobles del Cuzco a alguna de ellas es asumida como una verdad historiográfica. [...] 
En ese sentido, como se ha mencionado, está tan enraizada en la historiografía incaica la identificación de los grupos de poder al interior de la nobleza cuzqueña con la voz panaca que nadie considera necesario citar ninguna referencia al hablar de ellas e identificar a miembros de la nobleza cuzqueña como militantes de las mismas. Sin embargo, todos los textos parecen tener un origen común: la obra de Luis E. Valcárcel, quien en 1925 presenta, por primera vez, la división de la élite incaica en 10 panacas. Afirmaba Valcárcel que fue Bartolomé de las Casas quien, en su Historia Apologética de las Indias, presenta la información sobre estos grupos al relacionar a Pachacútec con la organización del Cuzco, en realidad de la élite incaica, en dos grupos: Alto y Bajo Cuzco. [...]
[...] ignoramos las razones por las que [Valcárcel] concluye a partir de la referencia de Las Casas en la identificación de las «panacas» con el concepto que maneja de fratría y que, a nuestro entender, constituye el texto fundador de la interpretación y el significado que hoy se le da al término. [...] La información de Valcárcel, en la que la nobleza incaica se divide en panacas, fue paulatinamente incorporada por la historiografía de manera sistemática sin hacerse necesaria su justificación. De ese modo, como se viene afirmando, los textos incorporaron esta división de la élite incaica en grupos más pequeños y los etiquetó como «panacas» sin que exista ninguna evidencia clara que la sostenga.
Francisco Hernández Astete (2008, § 1)

La única referencia documental conocida en que el término panaca aparece glosada con el sentido de 'linaje' pertenece al cronista Pedro Sarmiento de Gamboa:

[Manco Cápac] hizo el primer ayllu y llamóle Chima Panaca Ayllo, que quiere decir linaje que desciende de Chima, y Panaca quiere decir descender.
Pedro Sarmiento de Gamboa, Historia Índica, 1572

El análisis que hace Valcárcel de la voz como lexicalización de la frase quechua pana ka-q (literalmente 'la que es hermana'), que es por algunos evidencia de un sistema de parentesco matrilineal,  o una tradición matrilineal. Al respecto, los filólogos andinos contemporáneos todavía están debatiendo cuál podría haber sido el significado original de la voz y cuál podría haber sido su lengua de origen. Al solamente haber sido registrada como parte de nombres propios, es possible que la palabra haya sido usada sin una semántica transparente en quechua. Al respecto, mientras Rodolfo Cerrón-Palomino lo considera una palabra mixta puquina-quechua-aimara, César Itier considera posible que haya formado parte de la "lengua particular de los incas". El primero de estos filólogos propone el significado original de 'descendencia' o 'linaje' (a partir de la raíz verbal puquina paña- 'bajar, caer', el nominalizador de sujeto quechua -q y una vocal paragógica /a/, literalmente 'descendiente, que baja'). Por su parte, a partir del contraste con la escasa ocurrencia documental del término, Itier propone el sentido de 'cabeza de linaje' o 'vicario', que podría haber sido un cargo institucionalizado.

## Características de los linajes o aillus reales
La familia de cada sapa inca formaba un ayllu real que recibía el nombre de panaca. El único hijo del Inca que no formaba parte de la panaca era el auqui (su heredero) porque este último, cuando llegara a ser soberano, formaría su propia panaca. Por lo general, al menos a partir de la dinastía Hanan Cuzco, se inició con la construcción de un nuevo palacio en el que se instalaría la nueva corte, mientras que el palacio del Inca anterior seguía siendo prerrogativa de su familia.
Esta nueva panaca, a su muerte, habría sido dirigido por uno de sus hijos, generalmente el más prestigioso, excluyendo obviamente al heredero al trono que habría constituido, pero en algunos casos el liderazgo de la familia también lo ha asumido un hermano del Inca fallecido.

### Recursos
El sapa inca, durante su vida, proporcionó a su panaca todos los medios de sustento mediante la asignación de tierras, sirvientes (yanaconas) y riquezas de todo tipo. Por ello, se encuentra especial importancia en las panacas de los últimos Incas que pudieron disfrutar de las enormes posibilidades que ofrecía la extensión del Tahuantinsuyo.
Las panacas no deben considerarse como una atribución simbólica de individuos a un grupo en particular. Estos linajes realmente existieron y poseían recursos concretos y bien documentados. En el período virreinal que siguió a la conquista española, la nobleza incaica, ahora familiarizados con los procedimientos europeos, a menudo entablaban disputas legales para reclamar tierras y propiedades. En estos documentos, que aún hoy se conservan, se reconstruyen las propiedades de las distintas panacas, así como las indicaron los distintos testigos y cómo las verificaron los jueces. En algunos casos, estas propiedades alcanzaron dimensiones considerables.

### Función
La contraprestación que las panacas debían a su tutor y benefactor, estaba representada por el servicio al cuerpo embalsamado del difunto Inca, al que se le atribuían poderes divinos. Para ello se organizaron toda una serie de servicios. La momia tenía que ser vigilada y cuidada, generalmente por un personaje masculino y femenino, y tenía que ofrecerle comida y bebida todos los días. En ocasiones particulares, los restos embalsamados de los Incas fallecidos, junto con los de sus esposas, salían en procesión, pero no era raro que las momias fueran llevadas a visitar las de sus familiares.
En el aspecto político, las panacas a menudo han tenido una gran influencia en el nombramiento para el cargo de sapa inca, por ejemplo para Huiracocha Inca o Huáscar que no eran auquis.
Además de estas tareas, las panacas debían guardar la memoria de las gestas del soberano de referencia, encomendando la memoria al quipu y cuidando su lectura y actualización a través de expertos llamados quipucamayoc, literalmente 'lectores de quipu', quienes transmitían sus conocimientos de generación a generación. Considerando que la historia oficial del Tahuantinsuyo se conservó de la misma manera, esta actividad puede parecer superflua. Las crónicas oficiales, sin embargo, fueron revisadas al comienzo de cada reinado y apropiadamente «depuradas» de todas las referencias que pudieran parecer inconvenientes para el Inca reinante. Los memoriales de la panaca por el contrario, conservaban celosamente cada detalle de la vida de su fundador, independientemente de la voluntad del poder central y eran una fuente a la que los diversos linajes nunca abandonarían, incluso a costa de recurrir a ella, como a menudo sucedía, en secreto.
Ésta es una de las razones por las que las crónicas de los escritores españoles presentan a menudo incomprensibles discrepancias. Dependiendo de la fuente utilizada, los hechos investigados fueron, de hecho, informados de manera diferente por las distintas panacas que, evidentemente, privilegiaron la gesta de su fundador.

### Historia
Con el crecimiento del imperio, las panacas adquirieron una importancia cada vez mayor, convirtiéndose eventualmente, al menos las más importantes, en el centro regulador de la vida política del Cuzco. En este contexto, era inevitable que las panacas, o más bien los intereses que representaban, terminaron entrando en conflicto entre sí, dando lugar a verdaderas disputas. La sucesión de un Inca era a menudo ocasión de enfrentamientos entre las familias más importantes que intentaban imponer, cada una, su propio candidato, ya que el criterio del majorascato no era un elemento de elección absoluta. Los hijos de un gobernante Inca tenían de hecho, al menos las legítimas, posibilidades idénticas de ser elegidos para el cargo imperial, ya que todos pertenecían a la panaca de su padre fallecido. Cada uno de ellos, sin embargo, tenía una madre diferente, perteneciente a una familia distinta y esta se reunía en torno a su vástago, tratando de favorecer su elección.
Las luchas de sucesión, a menudo sangrientas, debilitaron el poder estatal y los astutos soberanos incas intentaron evitar las crisis resultantes asociando, a sus seres vivos, al heredero designado de la dignidad imperial. Sin embargo, este expediente no pudo evitar que las panacas de las madres de los príncipes derrocados trataran de lograr sus objetivos mediante diversas conspiraciones tras su muerte.
Las panacas más importantes, que lucharon por el poder en los últimos años del Tahuantinsuyo, fueron las de Hatun Ayllu, descendiente de Pachacútec y la de Cápac Ayllu, creada por Túpac Yupanqui. Las otras familias imperiales, incapaces de una política autónoma, se habían alineado con una de las dos panacas más importantes, forjando una alianza política que creó dos campos opuestos. Huáscar fue el primer Inca que intentó limitar el poder de las panacas. El imperio, en los límites máximos de su expansión, no permitió, de hecho, encontrar otros recursos para su familia imperial personal y el último señor del Cuzco observó que a estas alturas los muertos, es decir los Incas difuntos, poseían más riquezas que los vivos. Se suponía que su declaración lo pondría en abierto contraste con los representantes de las familias imperiales y ayudaría a provocar su caída.